# 大卫·布雷维克
大卫·布雷维克（David Brevik，1968年2月14日—），是美国一名游戏设计师和制作者，因为他是北方暴雪的创始人之一而知名（当时公司名为Condor），北方暴雪曾制作出获得巨大成功的暗黑破坏神系列。

## 人物经历
布雷维克从小在旧金山湾区。从1986年到1991年，就读于加州州立大学Chico分校。
其后到Iguana Entertainmen担任技术总监，离开后成立Condor，并成为公司总裁（从1993年9月至2003年）。Gamespot将他称为四个在游戏界最有影响力的人之一。
2003年，布雷维克离开暴雪后成立旗舰工作室，2006年成立旗舰工作室的姊妹公司Ping0。公司解散后，他成为Turbine的创意总监并在新西海岸有工作室。
2009年，大卫·布雷维克加入Gazillion Entertainment， 并在Gargantuan Studio工作。2011年，Gargantuan Studio变更为Secret Identity Studios，而大卫·布雷维克成为Gazillion Entertainment总裁兼首席运营官。 